# 메리 베스 맥도너

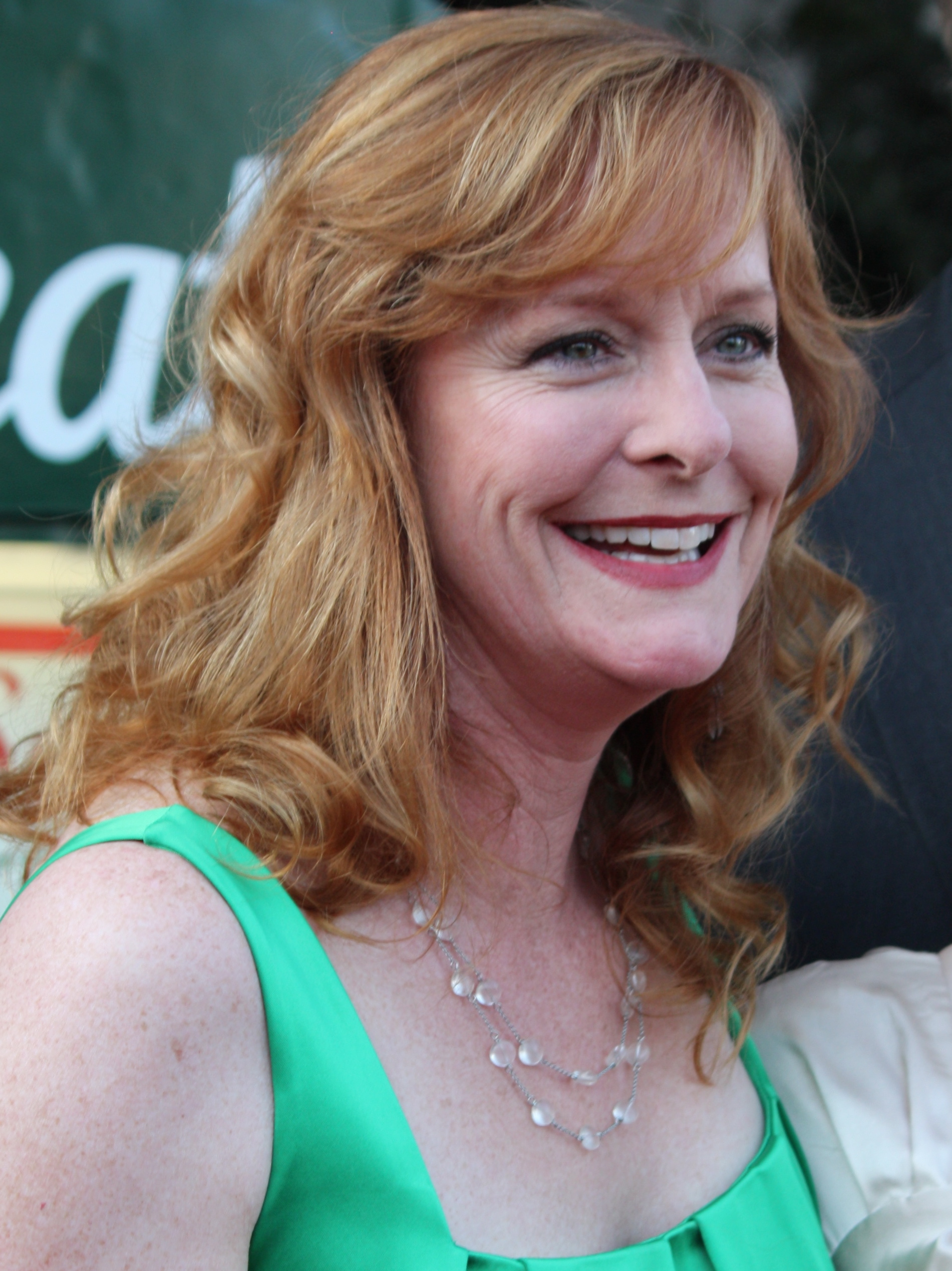

메리 베스 맥도너(Mary Elizabeth McDonough, 1961년 5월 4일 ~ )는 미국의 텔레비전 배우, 영화배우, 영화 프로듀서이다.
밴나이즈에서 태어났다.

## 방송
- 올드 크리스틴 5
- 올드 크리스틴 4
- 올드 크리스틴 3
- 올드 크리스틴 2
- 올드 크리스틴 1

## 영화
- 더 코스튬 샵 (2014년)
- 뉴 어드벤처 오브 올드 크리스틴 (2006년)
- 헤븐 센트 (1994년)
- 천국에 이르는 길 (1985년)
- 모츄어리 (1983년)
- 악녀의 저주 (1981년)
- 사랑의 유람선 (1977년)
- 월튼네 사람들 (1972년)
- 홈커밍 - 크리스마스 스토리 (1971년)